# Thelypteris rivularioides
Thelypteris rivularioides är en kärrbräkenväxtart som först beskrevs av Fée, och fick sitt nu gällande namn av Delia Abbiatti. Thelypteris rivularioides ingår i släktet Thelypteris och familjen Thelypteridaceae. Inga underarter finns listade.